# Varanus dumerilii
Il varano di Dumeril (Varanus dumerilii (Schlegel, 1839)) è un sauro della famiglia Varanidae.

## Distribuzione
Questo varano è diffuso nel sud-est asiatico, in special modo nell'arcipelago indonesiano.

## Descrizione
Ha una colorazione grigio brunastra e una lunga coda appiattita che utilizza per difendersi e per nuotare.
Arriva alla lunghezza di 135 cm.

## Biologia
È un valente nuotatore. Si nutre di uova, volatili, pesci e anfibi.
Se disturbati si difendono con la coda, con le unghie e gettandosi in acqua.

## Predatori
Viene predato da coccodrilli e pitoni, e occasionalmente dall'uomo, che lo caccia per la carne e per la pelle. Per cacciarli ed ucciderli vengono cosparsi con acqua a una temperatura di 23-22 gradi. I varani muoiono per ipotermia poiché sono animali a sangue freddo.